# Quersubventionierung
Quersubventionierung (oder interne Subventionierung) nennt man in der Kalkulation die Subventionierung eines mit Betriebsverlust arbeitenden Unternehmens, Teilbetriebs oder Produktes/Dienstleistung durch einen anderen Betriebsteil oder ein anderes Unternehmen im Konzern unter Einsatz des von letzterem erzielten Gewinns. Sie kommt häufig bei öffentlichen Unternehmen und regulierten Monopolbetrieben vor.

## Öffentliche Unternehmen
Öffentliche Unternehmen (z. B. Stadtwerke), die verschiedene Produktbereiche anbieten, haben die Möglichkeit, Gewinne in einzelnen Produktbereichen (z. B. der Elektrizitätsversorgung) dazu zu nutzen, die Preise in anderen Produktbereichen (z. B. Öffentlicher Personennahverkehr) zu senken. Hierdurch subventionieren die Kunden des einen Produktes die Nutzer des anderen. Begründet wird eine derartige Praxis z. B. damit, sozialverträgliche Preise für bestimmte Dienstleistungen zu gewährleisten. 
Oftmals werden die beiden Produktbereiche als Tochtergesellschaften einer gemeinsamen städtischen Holding-Gesellschaft organisiert. Das Elektrizitätswerk erwirtschaftet Überschüsse, die dazu genutzt werden, die Betriebsverluste des Nahverkehrsbetriebes auszugleichen. Diese Organisationsform dient der Steuerersparnis, da die Holding nur auf das Nettoergebnis besteuert wird.
Quersubventionen werden in der Wirtschaftswissenschaft oft kritisiert, weil sie dazu beitragen können, ineffiziente Strukturen aufrechtzuerhalten. Weiterhin verhindert die Praxis der Quersubventionierung Transparenz. Andererseits kann durch Quersubventionierung ein flächendeckendes Leistungsangebot (ohne räumliche Preisdifferenzierung) finanziert werden. So trugen z. B. im Bereich Post und Telekommunikation zu Zeiten des staatlichen Monopols die Gewinne aus den Ballungszentren dazu bei, das Leistungsangebot ohne Preisaufschläge auch in den unrentablen ländlichen Regionen anzubieten. Seit der Liberalisierung dieser Wirtschaftszweige sind die ehemaligen staatlichen Monopolisten hohem Kostendruck durch neue Konkurrenten ausgesetzt. Diese konzentrieren ihre Geschäftstätigkeit auf die lukrativen Ballungsräume. Um im Wettbewerb bestehen zu können, beenden die ehemaligen Monopolisten ihre Quersubventionierung, mit der Folge, dass in Deutschland bspw. die Telekom die notwendigen Investitionen unterlässt, um auch kleine, ländliche Ortschaften an das DSL-Netz anzuschließen oder die Post immer mehr Filialen auf dem Land schließt.
Vielfach sind öffentliche Unternehmen auch Monopolisten auf ihrem Gebiet. Hier gilt das unten ausgeführte entsprechend.
Im Bereich der Wasserwirtschaft wird die Quersubventionierung durch die Wasserrahmenrichtlinie ausdrücklich untersagt. Im Bereich des öffentlichen Personennahverkehrs ist die Zulässigkeit der Quersubventionierung aufgrund der Verordnung (EG) Nr. 1370/2007 rechtlich umstritten.

## Quersubventionierung bei Monopolunternehmen
Märkte leitungsgebundener Infrastruktur (z. B. Energie, Telekommunikation, Post, Eisenbahn) verfügen über natürliche Monopole hinsichtlich ihrer Übertragungs- und Versorgungsnetze. Die Preise für den wettbewerbsbedingten Netzzugang sind kostenorientiert zu bilden.
Im Rahmen der Quersubventionierung werden den Monopolbereichen Kosten zugewiesen, die eigentlich in den Wettbewerbsbereichen des verbundenen Unternehmens entstehen. Die Wettbewerbsbereiche erlangen somit gegenüber ihren Mitbewerbern Marktvorteile zu Lasten derjenigen, die die verteuerten Leistungen des Monopolbereichs entgeltlich beanspruchen.
Mitbewerber sollen hierdurch von der Inanspruchnahme der Leistungen des Monopolbereichs (Netzzugang) aus wirtschaftlichen Erwägungen abgehalten werden, während das Gesamtergebnis aus Wettbewerbs- und Monopolbereichen im verbundenen Unternehmen unverändert (neutral) bleibt.

## Private Unternehmen
Quersubventionen in Privatunternehmen sind keine Subventionen im engeren Sinne, weil für diese der Einsatz öffentlicher Mittel kennzeichnend ist. Auch hier erfolgt in manchen Unternehmen eine Quersubvention. Zum einen ist es notwendig, die in der Anfangsphase des Produktlebenszyklus anfallenden Verluste (z. B. durch Gewinne aus anderen Bereichen) zu finanzieren. Es gibt aber auch Produkte, die aufgrund der Wettbewerbssituation nicht kostendeckend angeboten werden können, zur Kundenbindung jedoch notwendig sind. Beispielsweise bieten viele Kreditinstitute Girokonten kostenlos an. Da dies nicht kostendeckend ist, dient es dazu, Kunden zu binden, um ihnen Kredite und Geldanlagen zu verkaufen. Die Erträge aus diesen Geschäften subventionieren dann das eigentlich defizitäre „Produkt Girokonto“. Beratungsleistungen wie Anlageberatung oder Finanzberatung sind ebenfalls meist kostenlos, so dass sie durch den Verkauf von Bankprodukten quersubventioniert wird.